# 路易斯·乌索斯
路易斯·乌索斯（西班牙語：Luis Usoz，1932年10月19日—1992年3月10日），西班牙男子曲棍球运动员。他曾代表西班牙参加1960年和1964年夏季奥林匹克运动会曲棍球比赛，其中1960年奥运会获得一枚铜牌。

## 家庭
儿子巴勃罗·乌索斯。